# کن بون
کن بون (انگلیسی: Ken Bone؛ زادهٔ ۲۱ مهٔ ۱۹۵۸) مربی بسکتبال اهل ایالات متحده آمریکا است.